# Championnats NACAC de cross-country 2011
Navigation
Mount Irvine 2010 2012
Les 8e championnats NACAC de cross-country organisés par la NACAC ont eu lieu le 19 février 2011 à Port-d'Espagne. 166 athlètes étaient présents au Queen's Park Savannah pour 4 épreuves de cross-country.

## Résultats

### Individuel
| Épreuves        | Or                           | Argent                        | Bronze                      |
| --------------- | ---------------------------- | ----------------------------- | --------------------------- |
| Hommes (8 km)   | Robert Cheseret 23 min 43 s  | Cameron Levins 23 min 46 s    | Colin Leak 23 min 51 s      |
| Femmes (6 km)   | Kathryn Harrison 20 min 19 s | Megan Duwell 20 min 22 s      | Kim Conley 20 min 24 s      |
| Juniors (6 km)  | Ross Proudfoot 18 min 27 s   | Connor Darlington 18 min 29 s | Paul Janikowski 18 min 29 s |
| Juniores (4 km) | Chelsea Orr 13 min 54 s      | Fiona Benson 14 min 00 s      | Maria Bernard 14 min 02 s   |

### Par équipe
| Épreuves        | Or                | Argent            | Bronze                   |
| --------------- | ----------------- | ----------------- | ------------------------ |
| Hommes (8 km)   | États-Unis 15 pts | Canada 37 pts     | Trinité-et-Tobago 86 pts |
| Femmes (6 km)   | États-Unis 14 pts | Canada 30 pts     | Trinité-et-Tobago 68 pts |
| Juniors (6 km)  | Canada 12 pts     | États-Unis 37 pts | Porto Rico 56 pts        |
| Juniores (4 km) | Canada 15 pts     | États-Unis 30 pts | Porto Rico 61 pts        |